# Exzenter-Zugstange

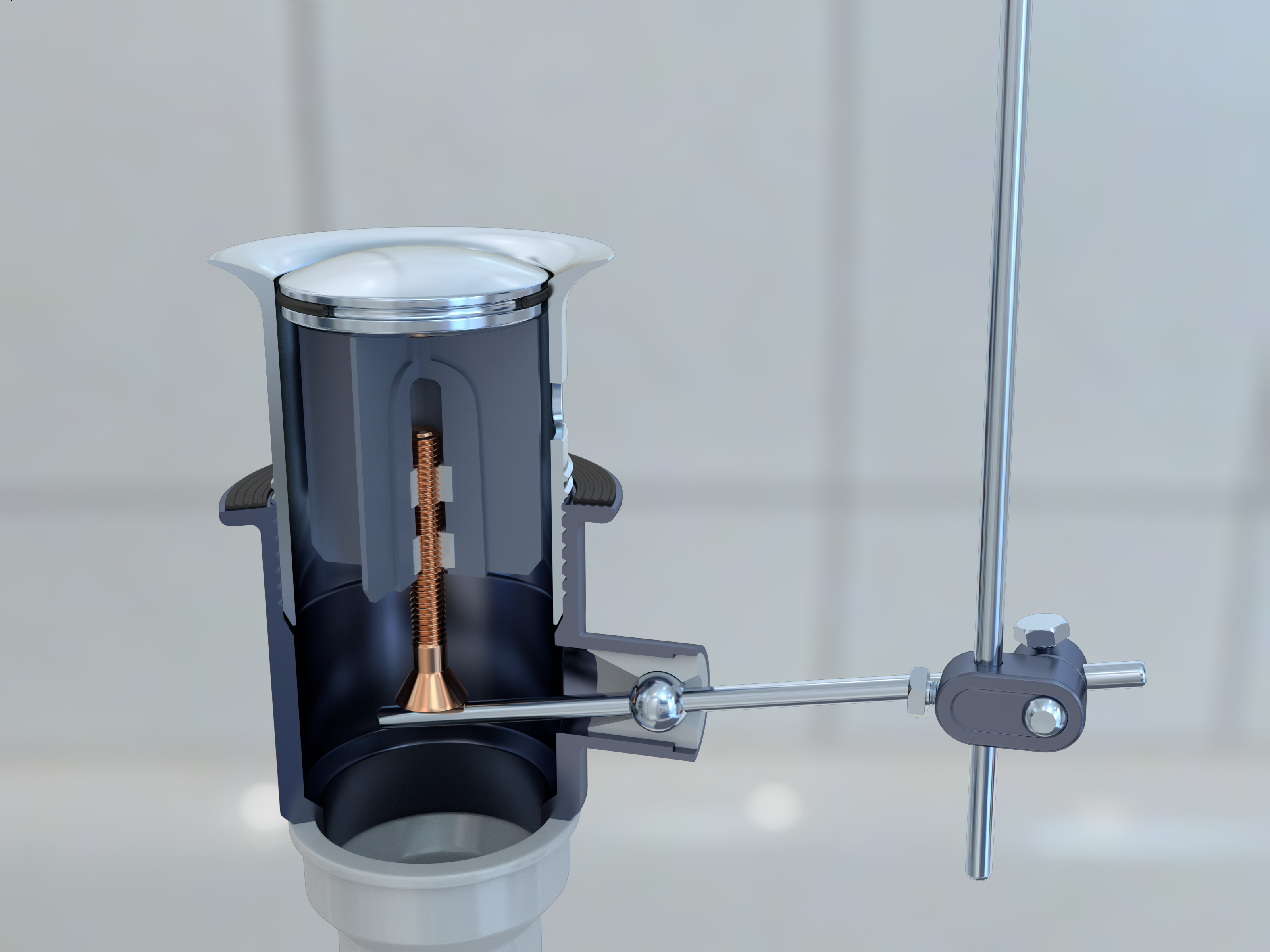
Ablaufventil mit Exzenter geschlossen

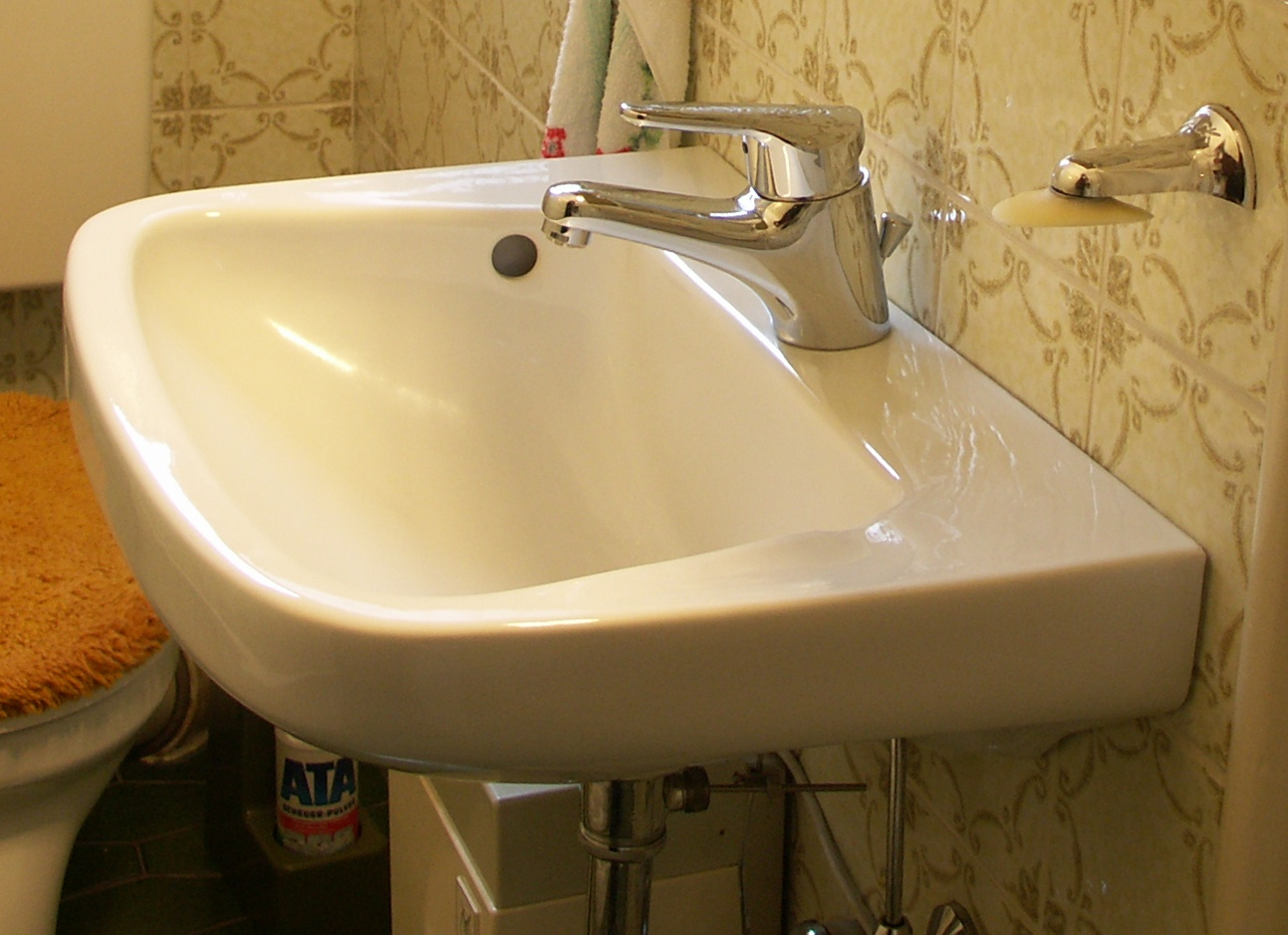
Waschbecken mit Einhebelmischarmatur und Teil der Exzenter-Zugstange hinten

Die Exzenter-Zugstange ist eine fest installierte Vorrichtung, die bei einer Waschbecken-Armatur fest integriert ist oder angebracht werden kann, um das Anheben und das Absenken des Ventiltellers eines Ablaufventils zu erleichtern.
Die Mechanik zur Steuerung wird vor oder hinter der Armatur angebracht. Im einfachsten Fall besteht die Exzenter-Zugstange aus zwei Stangen und einem Gelenk mit einer Führung. Die gesamte Mechanik kann sich innerhalb der Keramik befinden oder auch außerhalb der Waschmuschel installiert werden.